# Antonios II. Kauleas
Antonios II. Kauleas (griechisch Αντώνιος Β΄ Καυλέας; † 12. Februar 901 in Konstantinopel) war Patriarch von Konstantinopel (893–901). Er wird in den orthodoxen und in der katholischen Kirche als Heiliger verehrt. Sein Gedenktag ist der 12. Februar.

## Leben
Antonios wurde im Alter von zwölf Jahren Mönch, später Priester und Hegumen (Abt) eines Klosters in Konstantinopel. Er unterstützte Kaiser Leon VI. gegen Patriarch Photios I. im Bemühen um eine Aussöhnung der Anhänger von Photios mit denen von dessen Nachfolger Ignatios. Im August 893 wurde er nach dem Tod von Leons Bruder Stephan I. als favorisierter Kandidat des kaiserlichen Beraters Stylianos Zautzes Patriarch von Konstantinopel.
Antonios war prostuditisch eingestellt und in dem beherrschenden theologischen Konflikt zwischen den Anhängern des Patriarchen Ignatios I. und denen des Patriarchen Photios I. vermittelnd tätig. Da er von Ignatios (oder vielleicht von dessen Vorgänger Methodios I.) geweiht worden war, wurde er auch von den Ignatianern nicht abgelehnt. Vermutlich für das Jahr 899 berief er eine Synode ein, auf welcher der Streit zwischen den beiden Parteien (angeblich auch in Anwesenheit eines Vertreters des Papstes) für beigelegt erklärt, aber keine Seite ausdrücklich verurteilt wurde. Nach seinem Tod wurde Antonios zugesprochen, die Einheit der orthodoxen Kirche wiederhergestellt zu haben.
In seine Amtszeit fällt der Beginn des Tetragamiestreits. Nach dem Tod seiner ersten Frau heiratete Kaiser Leo VI. sehr schnell seine Geliebte Zoë Zautzina. Antonios konnte dagegen nichts ausrichten, setzte allerdings den Priester ab, der die Eheschließung durchgeführt hatte. Wie er auf die nur kurze Zeit später stattfindende dritte Eheschließung des Kaisers reagierte, ist nicht bekannt. Erst unter seinem Nachfolger, Patriarch Nikolaus I., entstand ein ernsthafter Konflikt bezüglich dieser Frage.
Antonios II. soll ein besonders frommer Mann gewesen sein und mehrere Schenkungen an Klöster durchgeführt haben. Insbesondere gründete er das Kloster Kaulea wieder oder neu und wurde dort nach seinem Tod am 12. Februar 901 begraben. Ihm werden einige Wunder zugeschrieben. Ein sonst nicht bekannter Nikephoros Philosophos sowie der Geschichtsschreiber Nikephoros Gregoras verfassten jeweils ein Werk über ihn.